# Franz Ratzenberger
Franz Ratzenberger (* 30. März 1965 in Grieskirchen) ist ein ehemaliger österreichischer Leichtathlet.
Er war von 1987 bis 1992 durchweg Österreichischer Staatsmeister mit der 4 × 100-m-Staffel von Vöcklabruck. Den Einzeltitel über 100 m gewann er 1990. In der Halle war er 1989, 1990 und 1991 Staatsmeister über 200 m und 1992 über 60 m. 1992 nahm er an den Olympischen Spielen teil. Mit Christoph Pöstinger, Thomas Renner und Andreas Berger erreichte er mit der 4 × 100-m-Staffel den siebten Platz. 1993 wurde Ratzenberger wegen Dopings mit Metandienon für zwei Jahre gesperrt und er beendete seine Karriere.